# Louis Dufour
Louis Dufour (26. července 1901 – 1960) byl švýcarský reprezentační hokejový záložník.
V roce 1920 byl členem Švýcarského hokejové týmu, který skončil pátý na Letních olympijských hrách.
O čtyři roky později, byl také členem švýcarského týmu v první zimní olympiádě. Skončili na děleném pátém místě.
Na olympijských hrách v roce 1928 získal bronzovou medaili se švýcarským hokejovým týmem.